# Раунд Маунтин (Калифорнија)
Раунд Маунтин (енгл. Round Mountain) насељено је место без административног статуса у америчкој савезној држави Калифорнија.

## Демографија
По попису из 2010. године број становника је 155, што је 33 (27,0%) становника више него 2000. године.
| Група             | 2000.       | 2010.       |
| Белци             | 103 (84,4%) | 122 (78,7%) |
| Афроамериканци    | 0 (0,0%)    | 1 (0,6%)    |
| Азијати           | 0 (0,0%)    | 3 (1,9%)    |
| Хиспаноамериканци | 1 (0,8%)    | 12 (7,7%)   |
| Укупно            | 122         | 155         |